# Coregonus maraena
Coregonus maraena es una especie de pez de la familia Salmonidae en el orden de los Salmoniformes.

## Morfología
Los machos pueden llegar alcanzar los 130 cm de longitud total y 10 kg de peso.

## Reproducción
Es ovíparo, desova en noviembre y entierra los huevos en nidos desprotegidos.

## Distribución geográfica
Se encuentra en Europa: Polonia, Suecia y Finlandia.